# Vallis Bohr

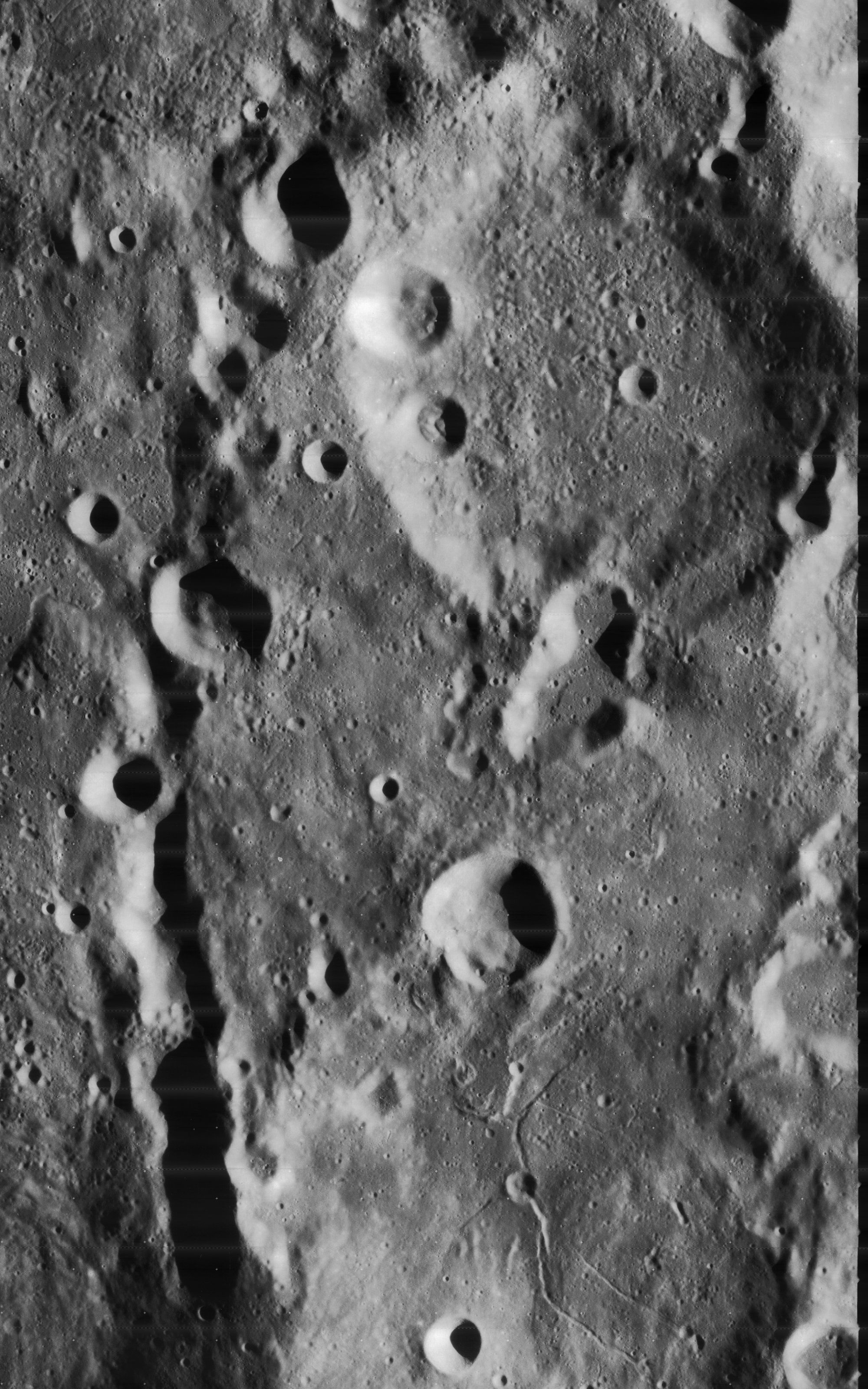
La Vallis Bohr en bas à gauche de la photo

La Vallis Bohr est une vallée lunaire longue d'environ 95 kilomètres.
La Vallis Bohr s'étend depuis le cratère Bohr jusqu'au sud du cratère Einstein (en). La Vallis Bohr s'éloigne d'une façon radiale du bassin de la Mare Orientale.
Les données sélénographiques de la Vallis Bohr sont 12,4, −86,6.
La Vallis Bohr a été nommée par l'Union astronomique internationale en l'honneur du physicien danois Niels Bohr.